# Ville de Bayside (Australie)
Pour les articles homonymes, voir Bayside.
La Ville de Bayside (City of Bayside) est une zone d'administration locale de l'agglomération de Melbourne au sud du centre-ville de Melbourne au Victoria en Australie.

## Quartiers de l'arrondissement
- Beaumaris
- Black Rock
- Brighton
- Brighton East
- Cheltenham
- Hampton
- Hampton East
- Highett
- Pennydale
- Sandringham

## Jumelages
Bayside est jumelée avec :

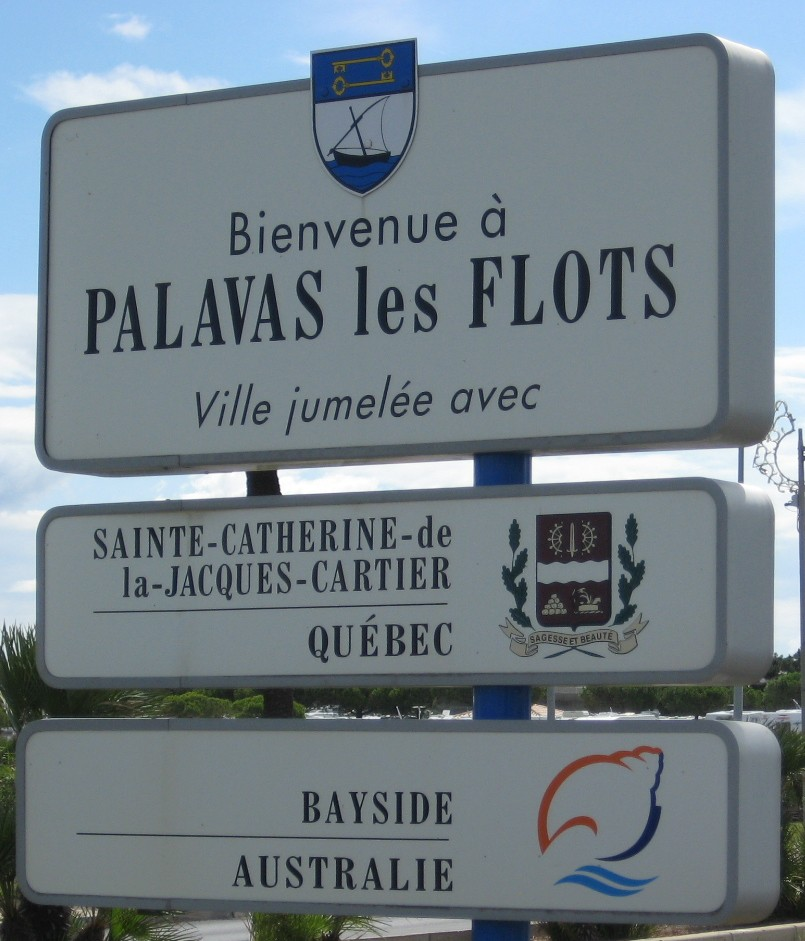
Panneau routier indiquant l'entrée dans la ville de Palavas-les-Flots

- Palavas-les-Flots (France), dans le département de l'Hérault, en France.